# Johannes Stage
Johannes Nilsen Stage, född 17 april 1889 i Svanninge, Fåborg i Danmark, död 14 december 1962 i Oslo i Norge, var en norsk fotograf.
Johannes Stage var son till Anders Nielsen. Han utbildade sig till fotograf i Danmark och arbetade också i Tyskland, innan han flyttade till Fredrikstad i Norge. Han blev 1943 pressfotograf på Aftenposten.
Johannes Stage är mest känd för det fotografi som han tog på Akershus fästning i Oslo efter Tysklands kapitulation efter andra världskriget i maj 1945, då den tyske kommendanten överlämnade kommandot för fästningen till chefen en Milorg-styrka under fänriken Terje Rollem. Stage hade fått tips om den kommande händelsen och tog bilden utan att de berörda personerna la märke till detta. Ursprungligen hade Rollem sagt nej till fotografering, men Stage blev ändå tillrådd av Rollems överordnade, truppchefen Viggo Didrichson, om att vara på plats med kamera. Bilden publicerades första gången i den vid frigörelsen tillfälliga dagstidningen Oslo-Pressen den 12 maj.
Den senare berömda bilden från överlämnandet blev mycket spridd och blev 1955 motivet i norskt frimärke.
Johannes Stage var gift med Agnes Helfrida Castella Sundbek (1892-1973). Paret hade två döttrar, födda 1915 respektive 1916.